# Força de Bellpuig
La Força de Bellpuig és un monument del municipi de Tortellà (Garrotxa) declarat bé cultural d'interès nacional.

## Descripció
Les ruïnes del castell o "forcia" dels Bellpuig es troben a pocs quilòmetres del nucli de Tortellà en direcció al poble de Montagut. La seva situació era important per tal de controlar els camins del pla de la muntanya. El seu estat actual és del tot ruïnós; tan sols hom pot veure algunes parets de les cambres i les restes de diverses torres cilíndriques. Havia estat envoltat per un recinte de muralles i un fossar, que guardaven, alhora, la menuda esglesiola del castell. Sens dubte, ha servit durant molt de temps de pedrera per la construcció de noves masies veïnes.

## Història
Casal fortificat. Documentat el 1231. Les dades més antigues que en tenim del llinatge dels Bellpuig es remunten a l'any 1252, data en què apareix esmentat Berenguer de Bellpuig. El mes d'octubre de 1262, Bernat de Bellpuig presta homenatge per diverses possessions que tenia en feu a Ramon d'Empúries, senyor del castell de Sales. Entre 1341 i 1347, apareix esmentada Elisenda de Bellpuig que contrau matrimoni amb Jaume Alemany; llurs fills prendran el cognom d'Alemany de Bellpuig. Sembla que els terratrèmols de l'any 1428 afectaren greument la "forcia dels Bellpuig" i es construïren una nova residència a prop de l'antiga fortalesa. L'any 1593, Carles d'Alemany de Bellpuig prengué en matrimoni a Jerònima de Malart, senyora de Sales, i el castell de Bellpuig, que sempre havia depès del de Sales, restarà lligat a la seva casa mare. Així acabà el llinatge de Bellpuig, fusionat amb al de Malart.